# Sonipat (Distrikt)
Der Distrikt Sonipat (Hindi सोनीपत जिला, Panjabi ਸੋਨੀਪਤ ਜ਼ਿਲ੍ਹਾ) ist ein Distrikt im indischen Bundesstaat Haryana und Teil der National Capital Region. Verwaltungssitz ist die gleichnamige Stadt Sonipat.

## Geographie
Der Distrikt gehört zur weiteren Ganges-Indus-Ebene. Die Topographie ist weitgehend flach ohne größere Erhebungen. Die Ostgrenze des Distrikts wird vom Fluss Yamuna gebildet. Das Distriktgebiet ist von mehreren großen Kanälen durchzogen (Westlicher Yamuna-Kanal, Bhalaut-Zweigkanal, Butana- und Barwala-Verteilungskanäle). Die angrenzenden Distrikte sind Panipat im Norden, Jind im Westen und Rohtak im Südwesten. Südlich angrenzend liegt das Gebiet der Bundeshauptstadt Delhi (Unionsterritorium) und östlich des Yamuna liegt der Bundesstaat Uttar Pradesh (Distrikt Bagpat).

## Klima
Das Klima ist durch weitgehende Trockenheit und große Temperaturunterschiede zwischen Sommer und Winter gekennzeichnet. Der Winter beginnt Ende November und dauert bis Mitte März. Der Januar ist der kälteste Monat mit mittleren Minimaltemperaturen von 7,3 °C bzw. Maximaltemperaturen von 21,3 °C. Danach folgt der Sommer, der bis etwa Ende Juni dauert. Der Mai ist der heißeste Monat mit einer Durchschnittstemperatur von 21,3 °C. Im Mai und Juni werden Maximaltemperaturen bis 47 °C erreicht. Die Zeit von Juli bis September ist die Zeit des Südwestmonsuns, in der 76 % des Jahresniederschlags von 567 mm fallen. Der Juni ist mit 7,5 Regentagen und 169 mm Niederschlag der regenreichste Monat.

## Geschichte
Das Gebiet des späteren Distrikts kam zusammen mit dem übrigen Haryana im Zweiten Marathenkrieg 1803 unter die Herrschaft der Britischen Ostindien-Kompanie. 1824 wurde der Distrikt Rohtak gebildet zu dem auch Sonipat gehörte. Im Jahr 1861 wurde das Tehsil Sonipat Teil des Distrikts Delhi, aber im September 1912 wurde es wieder in den Distrikt Rohtak eingegliedert. Im unabhängigen Indien wurde am 22. Dezember 1972 aus den beiden Tehsils Sonipat und Gohana von Rohtak der neue Distrikt Sonipat gebildet.

## Bevölkerung
| Jahr      | 1991      | 2001      | 2011      |
| Einwohner | 1.045.200 | 1.279.175 | 1.450.001 |

Die Einwohnerzahl lag beim Zensus 2011 bei 1,45 Millionen. Die Bevölkerungswachstumsrate im Zeitraum von 2001 bis 2011 betrug 13,35 %. Sonipat wies ein Geschlechterverhältnis von 856 Frauen pro 1000 Männer und damit den in Indien häufigen Männerüberschuss auf. Die Alphabetisierungsrate lag bei 79,12 %, was einer Steigerung um knapp 7 Prozentpunkte gegenüber dem Jahr 2001 entsprach. Die Alphabetisierung lag damit über dem nationalen Durchschnitt. In religiöser Hinsicht gab der Distrikt ein relativ homogenes Bild ab: 95,9 % der Bevölkerung waren Hindus, 3,1 % Muslime, 0,4 % Jains, 0,3 % Sikhs, 0,1 % Christen und 0,2 % gehörten anderen Religionen an oder gaben keine Religionszugehörigkeit an. 13,0 % der Bevölkerung waren Kinder unter 6 Jahre.
31,3 % der Bevölkerung lebten 2011 in Städten. Größte Stadt war Sonipat mit 278.149 Einwohnern.